# Campanula lasiocarpa
Campanula lasiocarpa, ook wel alaskaklokje genoemd, is een lage plant uit de klokjesfamilie (Campanulaceae).
De bloemen zijn violet tot donkerblauw en bloeien rond juli. Bestuiving van de bloemen kan gebeuren door bijen, kevers, vliegen en vlinders. Ook kan er in de tweeslachtige bloemen zelfbestuiving optreden. De kelkbladen zijn duidelijk behaard. De zaadjes rijpen van augustus tot september.

## Voorkomen
De plant komt voor in delen van China en Japan tot het westen van Noord-Amerika en de Rocky Mountains.

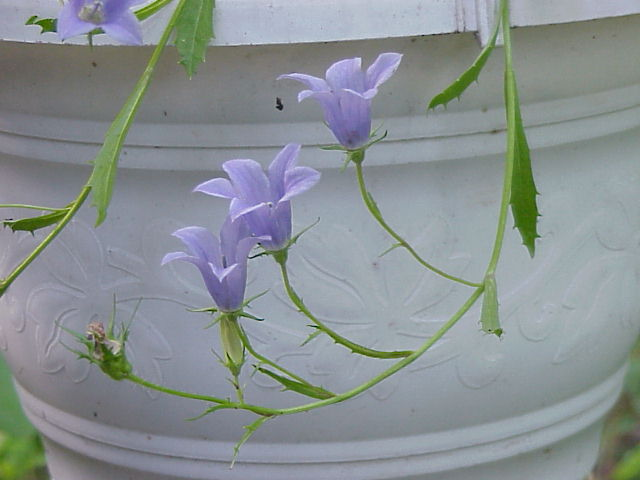
Campanula lasiocarpa
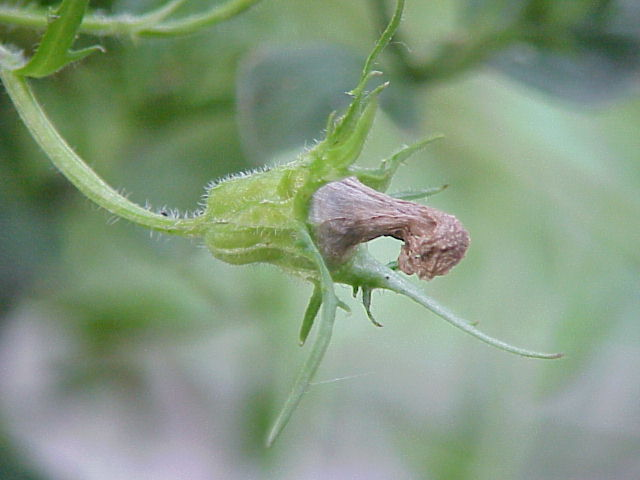
Close-up

... · 
C. alliariifolia · 
C. alpestris (Allioni's klokje) · 
C. alpina · 
C. americana · 
C. arvatica · 
C. barbata · 
C. baumgartenii · 
C. carpatica (Karpatenklokje) · 
C. cervicaria (Ruw klokje) · 
C. cespitosa · 
C. cochleariifolia · 
C. exigua · 
C. garganica · 
C. glomerata (Kluwenklokje) · 
C. grossekii · 
C. lasiocarpa · 
C. latifolia (Breed klokje) · 
C. medium (Mariëtteklokje) · 
C. patula (Weideklokje) · 
C. persicifolia (Prachtklokje) · 
C. portenschlagiana (Dalmatiëklokje) · 
C. poscharskyana (Kruipklokje) · 
C. pulla · 
C. punctata · 
C. pyramidalis (Piramideklokje) · 
C. rapunculoides (Akkerklokje) · 
C. rapunculus (Rapunzelklokje) · 
C. rhomboidalis (Bergklokje) · 
C. rotundifolia (Grasklokje) · 
C. sarmatica · 
C. scheuchzeri · 
C. sibirica · 
C. spicata · 
C. takesimana · 
C. thyrsoides · 
C. trachelium (Ruig klokje) · 
C. zoysii · 
...